# 洲本市立由良小学校
洲本市立由良小学校（すもとしりつ ゆらしょうがっこう）は、兵庫県洲本市由良三丁目にある公立小学校である。略称は「由良小」（ゆらしょう）。

## 沿革
- 1874年（明治7年）9月8日 - 進修小学校として創立。
- 1941年（昭和16年）4月1日 - 由良国民学校に改称
- 1947年（昭和22年）4月1日 - 由良町立由良小学校に改称
- 1955年（昭和30年）3月31日 - 洲本市との合併により、洲本市立由良小学校に改称
- 2005年（平成17年）12月31日 - 洲本市立上灘小学校（本校、中津川分校、畑田分校）の廃校により、上灘地区が校区に加わる。
- 2014年（平成26年）7月5日 - 新校舎竣工[1][2]。

## 校区
- 由良地区（由良一丁目 - 四丁目、由良町由良、由良町内田）、上灘地区（相川組、中津川組、畑田組）

由良小学校の校区は由良中学校の校区と同じである。